# Йонсанский университет изучения медитации
Йонсанский университет изучения медитации (кор. 영산선학대학교 靈山禪學大學校, англ. Youngsan University of Sŏn studies) — один из университетов вон-буддизма, наряду с Университетом Вон-Гван (кор. 원광대학교) в Иксане и Институтом Вон (англ. Won Institute of Graduate Studies) в Филадельфии (США).
Расположен в вон-буддийской святыне Йонсан — в селе Киллён уезда Йонгван южнокорейской провинции Южная Чолла.
Основан в 1927 году, поначалу как «школа в Йонсане» (кор. 영산학원) для обучения грамоте сельской молодёжи. С 1935 года, в начальный период существования общины, играл исключительную роль как учреждение для воспитания священнослужителей вон-буддизма. В конце периода японского господства и во время корейской войны временно приостановил деятельность.
В 1964 году реорганизован в «Центр медитации в Йонсане» (кор. 영산선원), в 1990 году — в «Институт в Йонсане» (кор. 영산대학). С марта 2005 года носит настоящее наименование.